# Airdrieonians Football Club (1878)
|  | No s'ha de confondre amb Airdrieonians Football Club. |

L'Airdrieonians Football Club, també anomenat Airdrie, fou un club de futbol escocès de la ciutat d'Airdrie, North Lanarkshire.

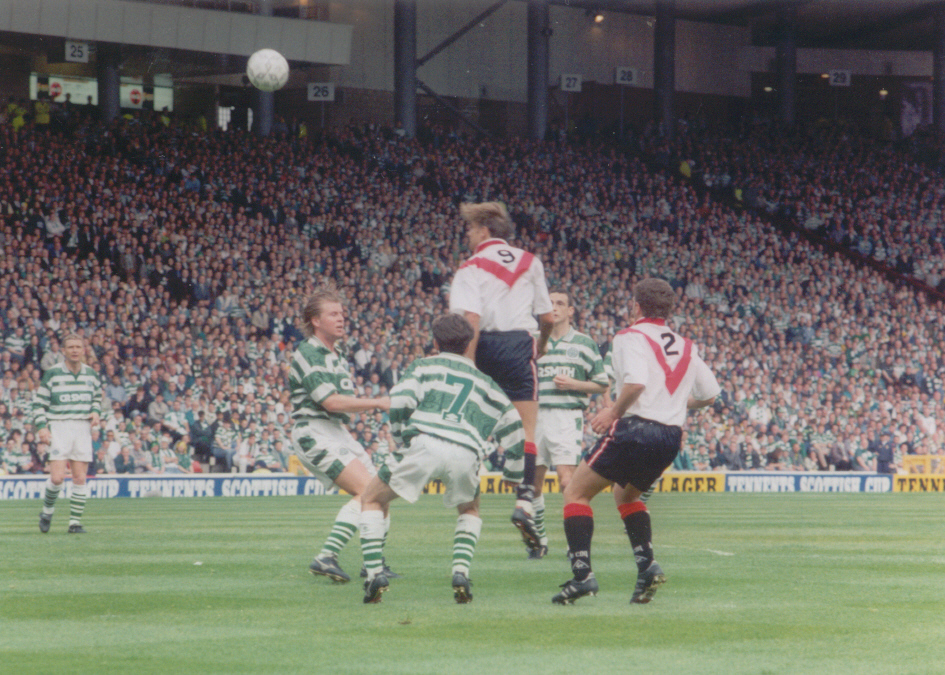
Airdrieonians a la final de Copa de 1995.

El club va ser fundat l'any 1878 amb el nom Excelsior Football Club, canviant el seu nom a Airdrieonians FC el 1881. Fou escollit membre de la Scottish Football League el 1894. El club destacà durant els anys 1920s, després de fitxar Hughie Gallacher del Queen of the South l'any 1921. L'any 1924 guanyà la copa vencent l'Hibernian 2–0. Aquesta època d'èxit acabà quan es va vendre a Gallacher el desembre de 1925 i Bob McPhail el 1927 a Newcastle United i Rangers respectivament.
A la dècada de 1990 el club arribà dos cops a la final de la Copa però en sortí derrotat. En canvi guanyà la Scottish Challenge Cup el 1994–95.
El club va deixar d'existir l'1 de maig de 2002 a causa de grans deutes que tenia i que el van portar a la fallida. El mateix any, un aficionat dels Airdrieonians, Jim Ballantyne, que es va fer càrrec de la propietat de Clydebank FC, va reviure el club amb el nom d'Airdrie United Football Club, que el 2013 canvià a l'històric nom d'Airdrieonians FC.

## Referències

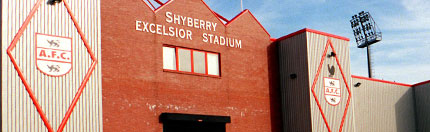
Entrada de l'Excelsior Stadium.

## Palmarès
- Scottish First Division:
  - 1902–03, 1954–55, 1973–74
- Copa escocesa de futbol:[8]
  - 1923–24
- Scottish Challenge Cup:[9]
  - 1994–95, 2000–01, 2001–02